# Chabab Rif Al Hoceima
O Chabab Rif Al Hoceima é um clube de futebol com sede em Al Hoceima, Marrocos. A equipe compete no Campeonato Marroquino de Futebol.

## História
O clube foi fundado em 1953.